# Yang Lei (Leichtathlet)
Yang Lei (chinesisch 杨磊; * 9. März 1995) ist ein chinesischer Sprinter, der sich auf den 400-Meter-Lauf spezialisiert.

## Sportliche Laufbahn
Erste internationale Erfahrungen sammelte Yang Lei bei den Asienspielen 2018 in Jakarta, bei denen er im Einzelbewerb bis in das Halbfinale gelangte und dort mit 49,25 s ausschied. Zudem wurde er mit der chinesischen 4-mal-400-Meter-Staffel in 3:07,16 min Sechster und mit der gemischten Staffel Vierter. Nach der dopingbedingten Disqualifikation der siegreichen Bahrainer 2019 wurde die Bronzemedaille in der Mixed-Staffel den Chinesen zugesprochen. Im Jahr darauf gewann er bei den Asienmeisterschaften in Doha mit neuem Landesrekord von 3:03,55 min die Silbermedaille hinter der Mannschaft aus Japan.

## Persönliche Bestzeiten
- 400 Meter: 46,19 s, 16. Juni 2018 in Guiyang
  - 400 Meter (Halle): 48,30 s, 8. März 2016 in Xi’an